# Emmanuel Breuillard
Emmanuel Francois Breuillard (Poitiers, 25 de junho de 1977) é um matemático francês, que trabalha com teoria dos grupos e combinatória.
Breuillard estudou na Escola Normal Superior de Paris, na Universidade de Cambridge e na Universidade Yale, onde obteve em 2004 um doutorado, orientado por Grigory Margulis, com a tese Equidistribution of Random Walks on Nilpotent Lie Groups and Homogeneous Spaces. É professor da Universidade Paris-Sul.
Recebeu o Prêmio EMS de 2012.
Foi palestrante convidado do Congresso Internacional de Matemáticos em Seul (2014: Diophantine geometry and uniform growth of finite and infinite groups).

## Publicações selecionadas
- com Tsachik Gelander: On dense free subgroups of Lie groups. J. Algebra 261 (2003), no. 2, 448–467. PDF.
- com Tsachik Gelander: A topological Tits alternative. Ann. of Math. (2) 166 (2007), no. 2, 427–474. PDF.
- com Tsachik Gelander: Uniform independence in linear groups. Invent. Math. 173 (2008), no. 2, 225–263. PDF.
- com Ben Green, Terence Tao: Approximate subgroups of linear groups. Geom. Funct. Anal. 21 (2011), no. 4, 774–819. PDF.
- A height gap theorem for finite subsets of {\displaystyle GL_{d}({\overline {Q}})} and nonamenable subgroups. Ann. of Math. (2) 174 (2011), no. 2, 1057–1110. PDF.
- com Ben Green, Terence Tao: The structure of approximate groups. Publ. Math. Inst. Hautes Études Sci. 116 (2012), 115–221. PDF.
- com Mehrdad Kalantar, Matthew Kennedy, Narutaka Ozawa: C*-simplicity and the unique trace property for discrete groups. Publ. Math. Inst. Hautes Études Sci. 126 (2017), 35–71.